# Galalithe

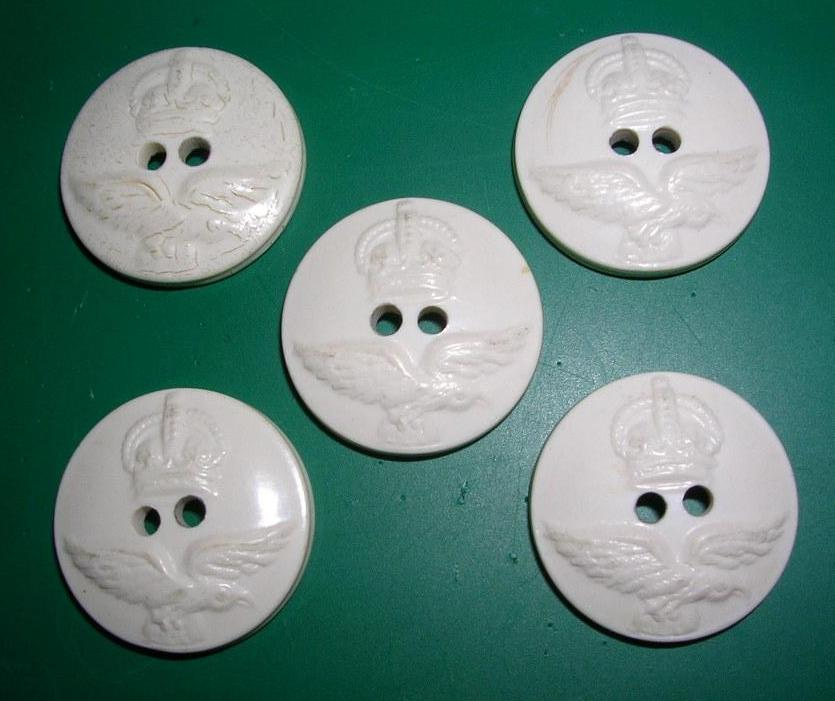
Boutons blancs de la RAAF pré-1953 en galalithe blanche.

La galalithe (litt. « pierre de lait », du grec ancien γάλα / gála, « lait », et λίθος / líthos, « pierre ») est un polymère issu de la caséine réticulée par le formol .

## Historique
Tout au long du XIXème siècle, la caséine a été employée pour produire une matière plastique moulable et bon marché en l'additionnant de divers adjuvants (soude, borax, alun, chaux, voire même acétate de plomb) pour la conservation ainsi que diverses charges minérales ou naturelles en poudre et colorants divers: ces matières pouvaient être moulées aisément mais se décomposaient trop facilement surtout sous l'action de l'humidité et des bactéries, les propriétés mécaniques laissaient aussi à désirer.
Auguste Trillat (père de Jean-Jacques Trillat), un scientifique français, trouve le moyen tout au long de ses recherches sur les matières dites alors albuminoïdes formolées (travaux datant de 1888 à 1921), d'insolubiliser et de condenser la caséine (protéine du lait) tout en la durcissant, en la faisant réagir avec du formol, produisant en 1893 les premiers essais dans les laboratoires de la maison Huilliard, à Suresnes. La condensation au formol garantissait aussi sa conservation contrairement à la caséine non formolée, hautement périssable,
Huilliard se désintéresse du procédé de Trillat et c'est en 1897 que la découverte est brevetée en Allemagne par Wilhelm Krische (de) et le chimiste suisse Adolf Spitteler (de) (1846-1940) sous le nom de galalithe, le nom lactoforme initialement proposé par les Français n'ayant pas été retenu. Son procédé d'obtention a été affiné au début du XXe siècle.
La caséine représente environ trente grammes de matière par litre de lait.

## Fabrication
En mélangeant la caséine à du formol et éventuellement à divers colorants, on a donc obtenu l'une des premières matières plastiques de synthèse, qui a été largement utilisée au début du XXe siècle dans la fabrication de boutons, bijoux, stylos, fume-cigarettes, matériel électrique, et a fourni un substitut meilleur marché à l'ivoire pour les claviers de piano et d'harmonium.
Les procédés industriels se basent principalement sur le boudinage-pressage (poudre de caséine non formolée additionnée de divers adjuvants, agglomérée en boudins pressés & extrudés à chaud) et le laminage-pressage-tranchage (bâtons préformés de caséine non formolée, alignés côte à côte dans une presse chauffée, les blocs sont ensuite tranchés).
Les masses formées (blocs, plaques, feuilles ou joncs) sont ensuite plongées dans des bains de formol pour des durées relativement longues puis séchées avec précaution pour éviter un fissurage éventuel.
La Compagnie Française d'Exploitation des Procédés Pilatus basée en Seine-et-Oise fabriquait sa version de galalithe sous le nom "primalithe", employant le procédé breveté par la compagnie suisse Pilatus consistant à mélanger sous vide la caséine en poudre, charges minérales, colorants et formaldéhyde, le tout avant moulage. L'usine Garaud en Charente utilisait un caillé de lait non séché pour son procédé.

## Caractéristiques
La galalithe, dure et soyeuse, se travaille manuellement. Elle ne se moule pas mais peut être ramollie légèrement vers 100°C, elle se présente en plaques de différentes épaisseurs, en bâtons, ou en tubes. Elle requiert un travail de polissage mécanique ou manuel pour arriver à un aspect brillant.
De plus, la galalithe appelée également "caséine durcie" dans l'industrie du début du XXème siècle en France, est ininflammable dans les conditions habituelles de température et de pression, peu sensible aux solvants, acides et bases étendues, mais pas totalement résistante à l'eau. Plus dure que le celluloïd mais légèrement plus friable, elle est également un bon isolant électrique pour les tensions basses (concurrent modeste du gutta-percha utilisé aux mêmes fins) à condition de ne pas être en présence d'humidité importante.
La galalithe n'est quasiment pas thermoformable et donc souvent considérée à tort comme thermodurcissable à l'instar des résines phénol-formaldéhyde, elle est en fait réticulée par le traitement au formaldéhyde.
Les artisans travaillent ce polymère de manière similaire aux bois durs et à la corne : tournage, sciage etc.

## Utilisation

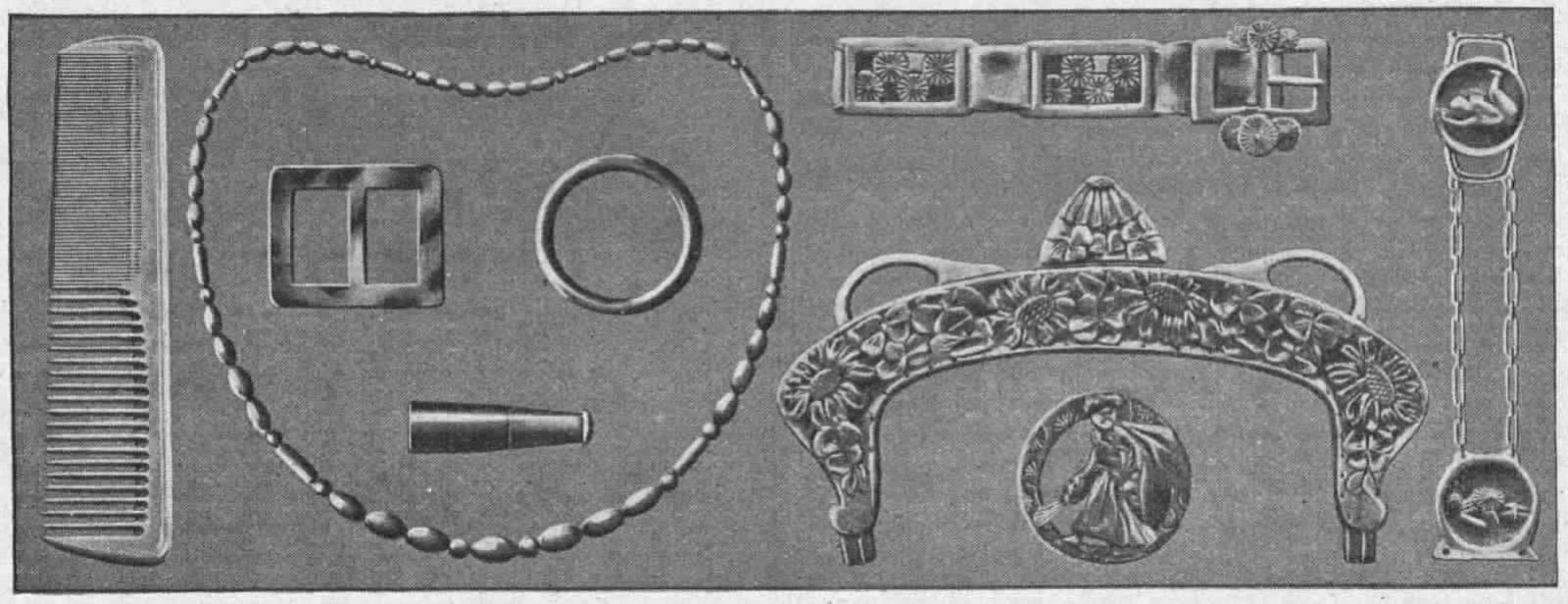
Objets divers faits en galalithe (1921).

Elle fut beaucoup utilisée à partir de 1917-1918 dans les confections de guerre, comme alternative au celluloïd notamment pour la fabrication de boutons, ou d'isolants électriques, puis dans les années 1920-1930 pour réaliser des bijoux. Les établissements Auguste Bonaz à Oyonnax en France et Jakob Bengel (de) en Allemagne furent les deux grands utilisateurs de cette matière pour réaliser de magnifiques et typiques bijoux Art déco.
Il reste cependant quelques boutonniers qui l'utilisent encore, elle apparaît sporadiquement dans l'industrie pour de petits articles: bijoux, bibelots divers, accessoires pour instruments de musiques, pièces et jetons pour jeux de société (échecs, dames etc) entre autres . En effet ses qualités sont là : dure, facile à travailler, antistatique, vaste choix de coloris, bon marché à produire avec la possibilité de recycler des produits laitiers (d'où la confusion erronée avec des biopolymères sans formaldéhyde qui eux sont réellement biodégradables, écologiques, non-toxiques et sans émissions nocives), il est possible qu'elle refasse son apparition. La compagnie allemande Schaller par exemple produit à grande échelle des mécaniques pour guitare classique dont les boutons en imitation ivoire et les manchons entourant les axes sont en galalithe.
Aujourd'hui, la galalithe est employée pour imiter l'ivoire et la corne ainsi que pour concurrencer le celluloïd qui est toujours présent sur le marché.
La galalithe est aussi utilisée pour le tournage de stylos artisanaux.